# Ferrovia Losanna-Ouchy
La ferrovia Losanna-Ouchy è stata, prima una funicolare, in seguito una ferrovia a cremagliera costruita per collegare l'area industriale di Flon e la stazione delle FFS di Losanna con Ouchy, sulle rive del lago di Ginevra, in Svizzera. Oggi è una metropolitana automatica su gomma e costituisce la linea M2.

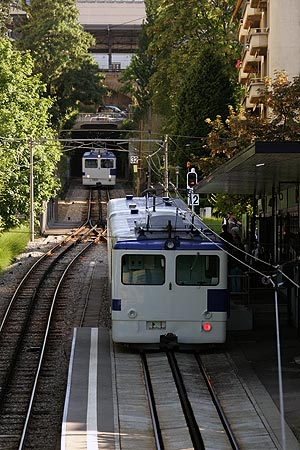
Incrocio tra elettromotrici a cremagliera

## Storia
Alla fine degli anni sessanta del XIX secolo l'incremento delle esigenze di trasporto tra l'area industriale di Flon, la stazione ferroviaria e il molo di Ouchy rese necessaria la costruzione di un sistema di trasporto che sostituisse quello di scarsa potenzialità costituito da carri a trazione animale. Data l'elevata differenza di livello si decise la costruzione di una funicolare. A tale scopo il 12 marzo 1874 venne costituita la società Chemin de fer Losanna-Ouchy. L'apertura della linea avvenne il 16 marzo 1877. Nel 1879 in seguito all'aumento di traffico venne realizzata una seconda funicolare parallela alla prima sul tratto Flon-Gare che effettuava servizio a spola.
In seguito, tra il 1954 e il 1958, è avvenuta la modernizzazione e la linea è stata ricostruita come ferrovia a cremagliera a scartamento normale mantenendo la doppia linea parallela tra Flor e Gare CFF. Nel 2006 è stata chiusa per i lavori di trasformazione.
Dal settembre 2008 è stata trasformata in una metropolitana su gomma automatizzata (Metro Losanna M2) inaugurata ufficialmente il 18 settembre. La Società Métro Lausanne-Ouchy SA è controllata al 100% dalla municipalità, mentre i rotabili sono gestiti dalla Transport de la région lausannois.

## Caratteristiche

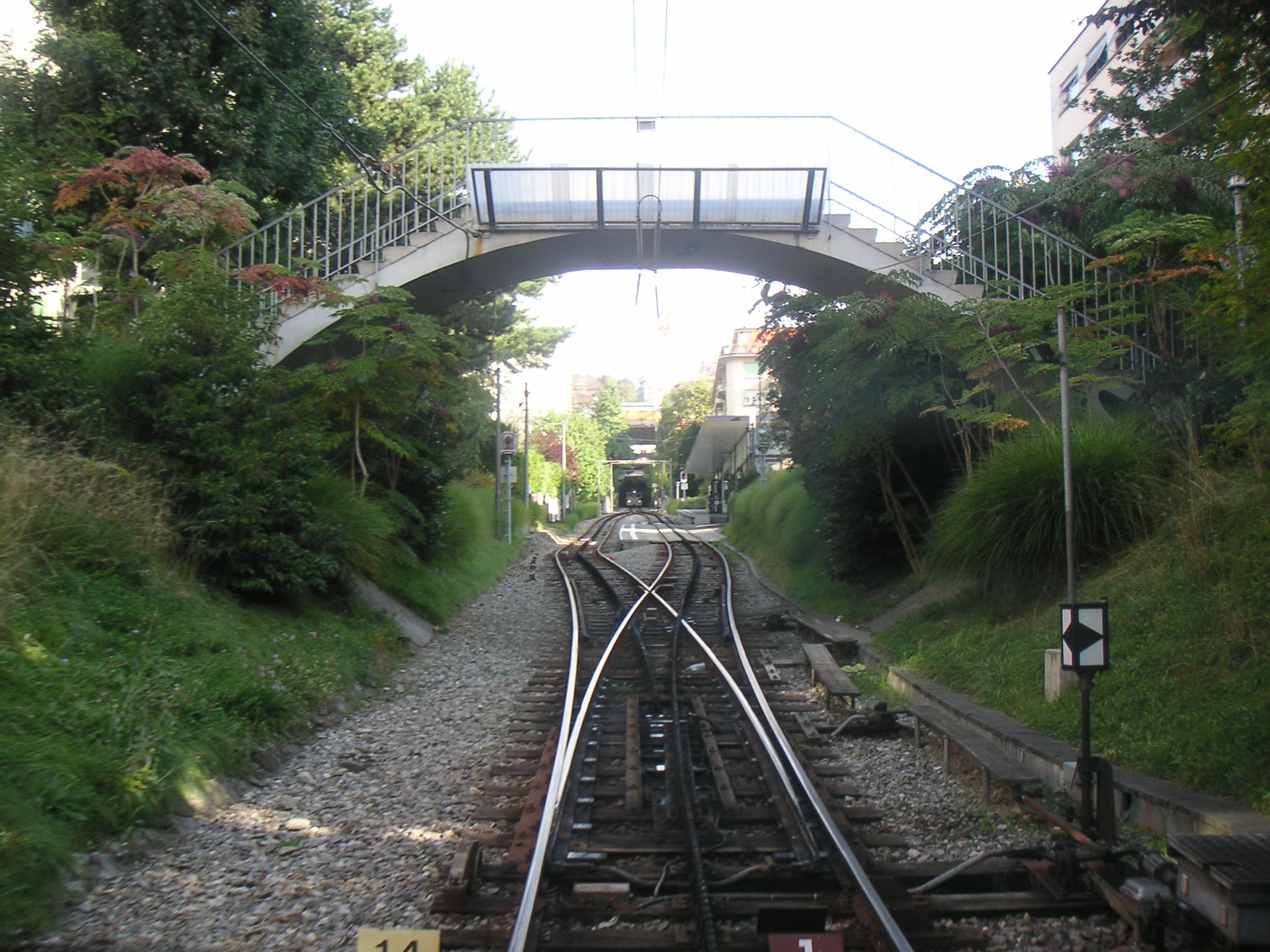
Uno scambio a cremagliera della vecchia ferrovia dismessa

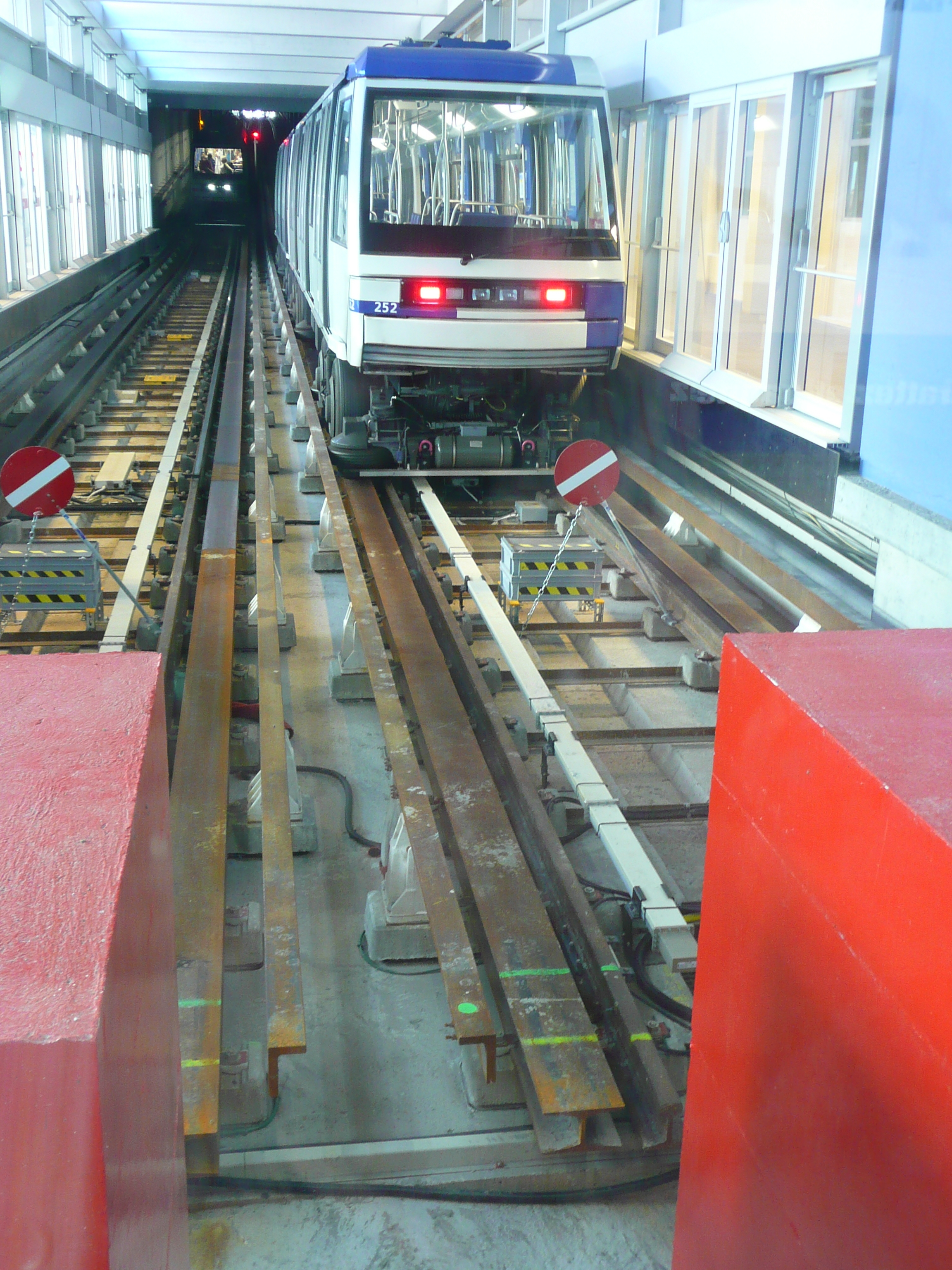
La stazione terminale di Ouchy della M2

La ferrovia venne costruita a scartamento normale e a binario unico con una lunghezza di 1.482 m, con 5 stazioni e posto di incrocio alla stazione Montriond. Superava un dislivello di 106 metri per mezzo di cremagliera sistema Strub, con la pendenza massima del 116 per mille. Le stazioni Flon e Gare CFF (Stazione FFS) furono realizzate in sotterraneo. Il servizio della ferrovia era giornaliero con cadenza ogni otto minuti. Tra Flon e la stazione FFS il servizio era invece a navetta, continuo, con un unico rotabile che circolava su un secondo binario parallelo della lunghezza di 318 m e con la pendenza del 120 per mille. Nel 2006 il servizio fu sospeso per la trasformazione in metropolitana su gomma.
L'attuale linea M2, che ha sostituito la ferrovia, è una metropolitana su gomma interamente automatica che viene guidata da un binario tradizionale ma usa per la trazione le ruote in gomma. Contestualmente ai lavori il percorso è stato prolungato a Epalinges elevando la lunghezza della tratta a circa 6 km. 
Nella stazione di Flon avviene l'interscambio con i treni della Losanna-Echallens-Bercher e con i rotabili della metropolitana M1.

## Percorso
|  | Unknown route-map component "exKBHFa" |

|  | Unknown route-map component "exHST" |

|  | Unknown route-map component "exHST" |

|  | Unknown route-map component "extSTRa" |

| Unknown route-map component "extKXBHFa-L" | Unknown route-map component "extXBHF-R" |

| Unknown route-map component "extKXBHFe-L" | Unknown route-map component "extKXBHFe-R" |

| Pier | Urban head station |

|  | Urban stop on track |

|  | Urban stop on track |

|  | Urban stop on track |

|  | Unknown route-map component "utSTRa" |

| Express railway | Urban tunnel stop on track |

| Urban railway | Urban tunnel stop on track |

|  | Urban tunnel stop on track |

|  | Urban straight track |

|  | Urban tunnel stop on track |

|  | Urban tunnel stop on track |

|  | Urban tunnel stop on track |

|  | Urban stop on track |

|  | Urban tunnel stop on track |

|  | Urban stop on track |

|  | Urban End station |